# Rufin Morozowicz
Rufin Morozowicz (ur. 8 grudnia 1851 w Warszawie, zm. 14 kwietnia 1931 w Milanówku) – polski aktor, śpiewak, reżyser teatralny

## Życiorys
Został wydalony z powodu braku zdolności z warszawskiej Szkoły Dramatycznej. W 1868 zadebiutował w pierwszym warszawskim teatrze ogródkowym "Tivoli" Jana Russanowskiego. W latach 1868–1871 występował w wędrownych zespołach Russanowskiego, Alojzy Bucholtz, Antoniego Raszewskiego i Dionizego Feliksiewicza. Od 1871 do 1875 grał i reżyserował w zespole Anastazego Trapszy, m.in. w rolach Johna Styxa w Orfeuszu w piekle Jacques’a Offenbacha, Bertranda w Robert i Bertrand, czyli Dwaj złodzieje Władysława Ludwika Anczyca i Blazjusza w Nie igra się z miłością Alfreda de Musseta. Od 1875 do 1878 był aktorem w Krakowie m.in. jako Grabiec w Balladynie, Bryndus w Zabobon, czyli Krakowiacy i Górale Jana Nepomucena Kamińskiego, Doktor w Konfederatach barskich Adama Mickiewicza, Gubetta w Lukrecji Borgii Victora Hugo, Gaweł w Opowieści zimowej Szekspira, w repertuarze operetkowym: Kalchas w Pięknej Helenie, Franke w Zemście nietoperze, Midas w Pięknej Galatei Franza von Suppé. Wykonywał także partię Dulkamary w operze Napój miłosny Gaetano Donizettiego. W latach 1878–1880 grał w wędrownym zespole Józefa Texla. Od 1880 do 1881 kierował własnym zespołem z Feliksem Krotkiem. 
Od października 1881 należał do zespołu Warszawskich Teatrów Rządowych, gdzie występował najczęściej w Teatrze Nowym i Małym, rzadziej Rozmaitości (Grabarz w Hamlecie, Chudogęba w Wieczorze Trzech Króli. Od 1888 do 1890 sprawował funkcję reżysera operetki. W tym charakterze zyskał najwięcej uznania inscenizacją Mikado Arthura Sullivana w Teatrze Nowym w 1887. W tym czasie zagrał m.in. Pagatowicza w Grubych rybach Michała Bałuckiego, Menelausa w Pięknej Helenie oraz ponownie Johna Styxa w Orfeuszu w piekle. Po rezygnacji z reżyserii (z wyjątkiem wystawienia Wenecji w Paryżu Offenbacha w 1904) wcielił się w takie role, jak: Zwack w Sztygarze Karla Zellera, Joachim XIII w Czarze walca Oscara Strausa, Harrison w Targu na dziewczęta Victora Jacobiego, Dyrektor teatru w Nitouche Hervé. W latach 1915–1922 grał w Teatrze Nowości w Warszawie, w którym był także członkiem zarządu, 1922-24 - w Nowym, 1924-1925 - ponownie Nowości, gdzie świętował pięćdziesięciolecie pracy scenicznej jako Król Ludwik w Madame Pompadour Leo Falla. W 1917 zagrał Froscha w Zemście nietoperze i Kischa w polskiej prapremierze Księżniczka czardasza Imre Kálmána, w 1924 - Peniżka w Hrabinie Maricy Kálmána. W 1922 wystąpił jedyny raz w filmie - w niewielkiej roli w Tajemnicy przystanku tramwajowego. Jego ostatnim miejscem pracy był Teatr Messal i Niewiarowskiej (od 1926 do 1927). Ostatnie lata życia spędził we własnej willi w Milanówku.
Podczas pobytu w Krakowie Morozowicz przetłumaczył na polski z francuskiego sztuki Nowa firma Victoriena Sardou i Wariaci Édouarda Plouviera oraz libretto operetki Zielona wyspa, czyli sto dziewic Charles'a Lecocqa. W 1895 Teatr Mały w Warszawie wystawił jego sztukę Cały los. Wraz z żoną Walerią prowadził wytwórnię perfumów Perfection, w ostatnich latach XIX w. bez powodzenia zajmował się też wytwarzaniem dekoracji teatralnych i win.
Jego córką z drugiego małżeństwa była Maria Morozowicz-Szczepkowska. Jest pochowany na cmentarzu Powązkowskim (pod katakumbami-1-16/17).